# Station Baddeckenstedt
Station Baddeckenstedt (Bahnhof Baddeckenstedt) is een spoorwegstation in de Duitse plaats Baddeckenstedt, in de deelstaat Nedersaksen. Het station ligt aan de spoorlijn Hildesheim - Goslar. 

## Indeling
Het station beschikt over twee zijperrons, die niet zijn overkapt maar voorzien van abri's. Het tweede zijperron ligt tussen spoor 1 en spoor 2 en is via een voetgangerstunnel vanaf het eerste perron te bereiken. Aan de noordzijde van het station bevinden zich een parkeerterrein, een fietsenstalling en een bushalte. Daarnaast staat hier het voormalige stationsgebouw.

## Verbindingen
De volgende treinserie doet het station Baddeckenstedt aan:
| Serie | Treinsoort               | Route                                                                                          | Bijzonderheden |
| ----- | ------------------------ | ---------------------------------------------------------------------------------------------- | -------------- |
| RE 10 | Regional-Express (Erixx) | Hannover Hbf – Hildesheim Hbf – Baddeckenstedt – Salzgitter-Ringelheim – Goslar – Bad Harzburg |                |